# U-344
U-344 – niemiecki okręt podwodny (U-Boot) typu VII C z okresu II wojny światowej. Okręt wszedł do służby w 1943 roku. Jedynym dowódcą był Kptlt. Ulrich Pietsch.

## Historia
Wcielony do 8. Flotylli U-Bootów celem szkolenia załogi, od kwietnia 1944 roku pływał w składzie 3. Flotylli, a od sierpnia 1944 roku w 11. Flotylli jako jednostka bojowa.
Okręt odbył trzy patrole bojowe; podczas ostatniego z nich zatopił jednostkę przeciwnika – slup HMS „Kite” (1350 t). Uratowano jedynie sześciu ludzi z 140-osobowej załogi brytyjskiego okrętu.
U-344 został zatopiony wkrótce potem, 22 sierpnia 1944 roku na Morzu Norweskim na północny zachód od Wyspy Niedźwiedziej bombami głębinowymi zrzuconymi przez samolot Fairey Swordfish z lotniskowca eskortowego HMS „Vindex”. Zginęła cała 50-osobowa załoga U-Boota.